# Chester Hardy Aldrich
Chester Hardy Aldrich, né le 10 novembre 1862 et mort le 10 mars 1924, est un homme politique républicain américain. Il est le 16e gouverneur du Nebraska entre 1911 et 1913.

## Sources
- (en) Cet article est partiellement ou en totalité issu de l’article de Wikipédia en anglais intitulé « Chester Hardy Aldrich » (voir la liste des auteurs).